# Ray Wise
Pour les articles homonymes, voir Wise.
Ray Wise est un acteur américain, né le 20 août 1947 à Akron (Ohio).
Il est connu pour son rôle de Leland Palmer dans la série télévisée Twin Peaks et aussi pour son rôle du haïssable Leon C. Nash, bras-droit de Clarence Boddicker dans le film RoboCop, ainsi que pour le rôle du Diable dans la série télévisée Le Diable et moi.

## Biographie
Ray Wise a des origines roumaines de par sa mère. 

### Carrière
De 1970 à 1976, il participe au feuilleton Love of Life où il joue dans plus de 900 épisodes. Ray Wise fait ensuite des apparitions dans des séries à succès telles que La Belle et la Bête en 1987, La Loi de Los Angeles en 1988 ou encore Star Trek : La Nouvelle Génération en 1989. Il tient également des rôles remarqués au cinéma, notamment dans La Créature du marais de Wes Craven sorti en 1982, mais surtout dans RoboCop de Paul Verhoeven (1987) où il y incarne un bras droit malveillant. 
Il incarne l'année suivante le rôle de Leland Palmer, père de Laura Palmer dans la série culte Twin Peaks créée par David Lynch et Mark Frost. Certaines scènes de son personnage sont restées dans les mémoires, notamment lorsqu'il reprend les chansons Mairzy Doats (en), Get Happy de Judy Garland ou encore The Surrey with the Fringe on Top de Frank Sinatra. Son incarnation du père torturé et instable est considérée comme l'une des meilleures de la série et il reprend son rôle dans un premier temps en 1992 dans le film réalisé par Lynch et qui sert de prequel, Twin Peaks: Fire Walk with Me, où il tient un rôle plus central, puis, dans la troisième saison, sortie 25 ans plus tard en 2017,.
En 2005, il incarne l'un des rôles principaux dans le film Good Night and Good Luck de George Clooney, en interprétant le journaliste Don Hollenbeck. La même année, il apparaît dans un épisode de The West Wing dans le rôle d'un gouverneur, puis tient un rôle plus important dans la cinquième saison de 24 Heures chrono où il incarne le vice-président Hal Gardner.
En 2011, il remplace au pied levé Eric Braeden dans le rôle du père de Robin Scherbatsky, interprétée par Cobie Smulders, à partir de la sixième saison de la série How I Met Your Mother, et ce, jusqu'à la neuvième saison en 2014.
De 2014 à 2016, il incarne le personnage de Ian Ward dans la série Les Feux de l'amour où il apparaît dans 70 épisodes. Cette performance lui vaut la première distinction prestigieuse de sa carrière, le Daytime Emmy Award du meilleur interprète invité dans une série dramatique (en) en 2015.
De 2015 à 2020, il interprète le rôle de Marvin dans la série Bienvenue chez les Huang, apparaissant dans 91 épisodes. Il apparait également dans l'univers cinématographique Marvel en jouant le temps de quatre épisodes en 2015 et 2016, le personnage de Hugh Jones, président de Roxxon Oil, dans la série dédiée au personnage de l'agent Peggy Carter interprétée par Hayley Atwell,.
En 2016, il prête sa voix au commissaire James « Jim » Gordon dans le film Batman: The Killing Joke, adaptation du roman graphique du même nom publié en 1988, écrit par Alan Moore et dessiné par Brian Bolland.

### Vie privée
Ray Wise est marié depuis 1978 avec la productrice Kass McClaskey et est père de deux enfants, nés en 1985 et 1987.

## Filmographie

### Cinéma

#### Longs métrages
- 1969 : Dare the Devil de Robert J. Emery
- 1982 : La Créature du marais (Swamp Thing) de Wes Craven : Docteur Alec Holland
- 1982 : La Féline (Cat People) de Paul Schrader : l'homme du soap opera
- 1985 : Natty Gann (The Journey of Natty Gann) de Jeremy Kagan : Sol Gann
- 1987 : RoboCop de Paul Verhoeven : Leon C. Nash
- 1989 : Season of Fear de Doug Campbell : Fred Drummond
- 1989 : Race for Glory de Rocky Lang : Jack Davis
- 1990 : L'Abîme (The Rift) de Juan Piquer Simón : Robbins
- 1991 : Write to Kill de Ruben Preuss : Mark Gaston
- 1992 : Twin Peaks: Fire Walk with Me  de David Lynch : Leland Palmer
- 1992 : Bob Roberts de Tim Robbins : Chet MacGregor
- 1993 : Grey Knight de George Hickenlooper : le colonel George Thalman
- 1993 : Soleil levant (Rising Sun) de Philip Kaufman : le sénateur John Morton
- 1994 : À toute allure (The Chase) d'Adam Rifkin : Dalton Voss
- 1994 : Body Shot de Dimitri Logothetis : Dwight Frye
- 1994 : The Crew de Carl Colpaert : Charles Pierce
- 1995 : Powder de Victor Salva : Dr Aaron Stripler
- 1998 : Sécurité maximum (Evasive Action) de Jerry P. Jacobs : shérif Wes Blaidek
- 2000 : Closing the Deal de Art Altounian : Ford Williams
- 2001 : Almost Salinas de Terry Green : Jack Tynan
- 2001 : L'amour n'est qu'un jeu (Two Can Play That Game) de Mark Brown : Bill Parker
- 2002 : Scream at the Sound of the Beep de Lori Fontanes : frère Jake
- 2002 : Les Pilotes de l'extrême (Landspeed) de Christian McIntire : Brian Sanger
- 2003 : Dead End de Jean-Baptiste Andrea et Fabrice Canepa : Frank Harrington
- 2003 : Jeepers Creepers 2 : Le Chant du diable (Jeepers Creepers II) de Victor Salva : Jack Taggart, Sr.
- 2003 : The Battle of Shaker Heights (en) d'Efram Potelle (en) et Kyle Rankin : Harrison
- 2005 : Sharkskin 6 de Trevor King : Sam
- 2005 : The Rain Makers de Ray Ellingsen : Harris
- 2005 : Good Night and Good Luck (Good Night, and Good Luck) de George Clooney : Don Hollenbeck
- 2006 : Cyxork 7 de John Huff : Kommander 88
- 2006 : The Substance of Things Hoped For de Greg Morgan : Dr Lessing
- 2006 : Le Guerrier pacifique (Peaceful Warrior) de Victor Salva : Dr Hayden
- 2007 : The Flock d'Andrew Lau : Bobby Stiles
- 2007 : 7-10 Split de Tommy Reid : Buddy
- 2008 : Reservations d'Aloura Melissa Charles : Mitch
- 2008 : One Missed Call d'Éric Valette : Ted Summers
- 2008 : AmericanEast de Hesham Issawi : agent Stevens
- 2009 : Pandemic de Jason Connery : le général Matthews
- 2009 : Infestation de Kyle Rankin : Ethan
- 2009 : Stuntmen d'Eric Amadio : Jack Strongbow
- 2009 : Iodine de Michael Stasko : Avery
- 2009 : Love at First Hiccup de Barbara Topsøe-Rothenborg : Roger
- 2010 : Darnell Dawkins: Mouth Guitar Legend de Clayne Crawford : Wade Dawkins
- 2011 : Black Velvet de Tim Pape : Black Velvet
- 2011 : X-Men : Le Commencement (X: First Class) de Matthew Vaughn : le secrétaire d'État américain
- 2011 : Chillerama d'Adam Green, de Joe Lynch, de Bear McCreary, d'Adam Rifkin et de Tim Sullivan : Dr Weems (segment de Wadzilla[9],[n 1])
- 2011 : Rosewood Lane de Victor Salva : le lieutenant Briggs
- 2012 : Brother White de Victor Salva : le pasteur Johnny Kingman
- 2012 : Tim and Eric's Billion Dollar Movie de Tim Heidecker et Eric Wareheim : Dr Doone Struts
- 2012 : Excision de Richard Bates Jr. : le principal Campbell
- 2012 : The Aggression Scale de Steven C. Miller : Bellavance
- 2012 : Crazy Eyes d'Adam Sherman : le père de Zach
- 2012 : FDR: American Badass! de Garrett Brawith : Douglas MacArthur
- 2012 : The Butterfly Room de Jonathan Zarantonello : Nick
- 2012 : Atlas Shrugged: Part II de John Putch : Head of State Thompson
- 2013 : Wrong Cops de Quentin Dupieux : le capitaine Andy
- 2013 : Inventing Adam de Richie Adams : J. B.
- 2013 : Une sale grosse araignée (Big Ass Spider!) de Mike Mendez : le major Braxton Tanner
- 2013 : Revelation Road: The Beginning of the End de Gabriel Sabloff : Frank
- 2013 : Lionhead de Thomas Rennier : Jimmy
- 2013 : Revelation Road 2: The Sea of Glass and Fire de Gabriel Sabloff : Franck
- 2013 : Brother's Keeper de T. J. Amato et Josh Mills : Herbert Leemaster
- 2013 : No God, No Master de Terry Green : A. Mitchell Palmer
- 2014 : Tom Holland's Twisted Tales de Tom Holland : Mongo, le Magnifique (segment Mongo's Magik Mirror)
- 2014 : Away from Here de Bruce Van Dusen : Paul
- 2014 : Suburban Gothic de Richard Bates Jr. : Donald
- 2014 : Land of Leopold d'Akis Konstantakopoulos : Deece Warren
- 2014 : Dead Still de Philip Adrian Booth : Wenton Davis
- 2014 : Guardian Angel de Vahik Pirhamzei : l'avocat Kaufman
- 2014 : Out West de Lee Brownstein : Phillip Alcott
- 2015 : Jurassic City de Sean Cain : Warden Lewis
- 2015 : Digging Up the Marrow d'Adam Green : William Dekker
- 2015 : Lazarus Effect (The Lazarus Effect) de David Gelb : M. Wallace
- 2015 : Night of the Living Deb de Kyle Rankin : Frank Waverly
- 2015 : The Breakup Girl de Stacy Sherman : Bob
- 2015 : Unnatural de Hank Braxtan : Victor Clobirch
- 2016 : Halloweed de LazRael Lison : le juge Pilmington
- 2016 : Dieu n'est pas mort 2 (God's Not Dead 2) de Harold Cronk : Peter Kane
- 2016 : The Bronx Bull de Martin Guigui : le père Joseph
- 2016 : Star Trek: Captain Pike de Todd Shawn : l'amiral Joshua Pike
- 2017 : Le Secret des Burnett (Shattered) de Natasha Kermani : Forest Burnett
- 2019 : Tone-Deaf de Richard Bates Jr. : Michael
- 2019 : The Chain de David Martín Porras : Michael
- 2020 : Beast Mode de Chris W. Freeman et Spain Willingham : Trammel Steadfast
- 2021 : King Knight de Richard Bates Jr. : Merlin
- 2022 : The Blue Rose de George Baron : M. Vallens[9] (en postproduction[9])
- 2023 : Poolman de Chris Pine

#### Courts métrages
- 1976 : Love in the Hamptons de Tom Folino : Myron
- 1987 : Repairs de Brad Silberling : Stan, le barman
- 1999 : Pennyweight d'Efram Potelle et Kyle Rankin : M. Pennyweight
- 2007 : Robocop: Villains of Old Detroit de Laurel Parker et Aaron Vanek : Leon C. Nash (sorti directement en DVD)
- 2007 : The Election de Padraig Reynolds : John
- 2007 : Hellholes de Efram Potelle et Kyle Rankin : le professeur Klume (sorti directement en DVD)
- 2008 : AM1200 (en) de David A. Prior : Harry Jones
- 2011 : Twitter Celebrates its 5th Anniversary de Nick Corirossi et Charles Ingram
- 2011 : Paul Revere's Ride Revised by Sarah Palin de Nick Corirossi et Charles Ingram
- 2011 : The Girl with the Tramp Stamp Tattoo d'Osmany Rodriguez et Matt Villines
- 2012 : Posey de Billy DaMota : Dr Sharp
- 2012 : Knight Blade d'Osmany Rodriguez et Matt Villines
- 2012 : Satan and Jesus Discuss Peyton Manning d'Avin Das
- 2012 : Women's Health Experts Speak Out
- 2013 : Hole to Hole! de Pam Brady : le lieutenant Chizz
- 2014 : Reflections de Christopher Bryant : Grandpa
- 2014 : Frank Pierre Presents: Pierre Resort and Casino de Matthew Freund : Frank Pierre
- 2015 : The Specialist de Brian LaBelle : le spécialiste
- 2015 : Taking Flight de Brandon Oldenburg : Nonno (court métrage d'animation, voix originale)
- 2019 : Unholy 'Mole de David Bornstein : le Diable (voix)
- 2019 : Big Fan Begins de Jonathan Krisel : l'homme de la billeterie

#### Films d'animation
- 2007 : Superman : Le Crépuscule d'un dieu (Superman: Doomsday) de Lauren Montgomery, Bruce W. Timm et Brandon Vietti : Perry White (voix originale)
- 2016 : Batman: The Killing Joke de Sam Liu : le commissaire James Gordon (voix originale)
- 2019 : To Your Last Death de Jason Axinn : Cyrus DeKalb (voix originale[9])

### Télévision

#### Téléfilms
- 1978 : Tartuffe de Kirk Browning : Damis
- 1980 : Dallas Cowboys Cheerleaders II de Michael O'Herlihy : Docteur Simmons
- 1981 : Madame X de Robert Ellis Miller : Bellman (non crédité)
- 1985 : Dans des griffes de soie (Seduced) de Jerrold Freedman : Bartecki
- 1986 : Condor, Los Angeles 1999 (Condor) de Virgil W. Vogel : Christopher Proctor
- 1988 : Le Détournement du vol 847 (The Taking of Flight 847: The Uli Derickson Story) de Paul Wendkos : Phil Maresca
- 1990 : L'Escroc et moi (The Secret Life of Archie's Wife) de James Frawley : Archie
- 1991 : Fire in the Dark de David Hugh Jones : Richard
- 1992 : Sunstroke de James Keach
- 1995 : L'Histoire d'Elizabeth Taylor (Liz: The Elizabeth Taylor Story) de Kevin Connor : Mike Todd
- 1998 : Le Parfum du succès (The Garbage Picking Field Goal Kicking Philadelphia Phenomenon) de Tim Kelleher : Randolph Pratt
- 2001 : Face à l'ouragan (Windfall) de Gerry Lively : John Wescott
- 2005 : Miss Détective : La Pièce manquante (Jane Doe: The Wrong Face) de Mark Griffiths : Fleming
- 2016 : All the Way de Jay Roach : Everett Dirksen
- 2021 : Life on the Rocks de Joanna Bowzer, Tim Gagliardo, Barry Pollack, Tim Russ et Shae-Lee Shackleford : Nate
- 2021 : Psych 3: This Is Gus de Steve Franks (en) : le père Peter Westley

#### Séries télévisées
- 1970-1976 : Love of Life : Jamie Rawlins #2
- 1978 : Drôles de dames (Charlie's Angels) créée par Ivan Goff et Ben Roberts : Evan Wilcox (saison 3, épisode 5 : Qui perd gagne)
- 1978 : Barnaby Jones : Malcolm Elliot (saison 7, épisode 8 : Stages of Fear)
- 1981 : Lou Grant créée par Allan Burns, James L. Brooks et Gene Reynolds : Bart Franklin (saison 4, épisode 13 : Strike)
- 1982 : Dallas créée par David Jacobs : Blair Sullivan (8 épisodes)
- 1982-1983 : Des jours et des vies créée par Ted Corday, Betty Corday, Irna Phillips et Alan Chase : Hal Rummley (épisodes inconnus)
- 1983 : The Mississippi : Cole (saison 2, épisode 7 : Joey)
- 1984 : Hooker créée par Rick Husky : Harrison « Mack » Mackenzie (saison 3, épisode 17 : L’Objet brûlant)
- 1984 : Tonnerre de feu (Blue Thunder) : J. D. Kraft (saison 1, épisode 8 : Payload)
- 1984 : Scandales à l'Amirauté (Emerald Point N.A.S.) : Travis (saison 1, épisodes 21 : Pandora's Box et 22 : The Wedding)
- 1984 : Pour l'amour du risque (Hart to Hart) créée par Sidney Sheldon : Dick Braddon (saison 5, épisode 20 : La Vidéo du crime)
- 1984 : Trapper John, M.D. : Dr Henry Speiner (saison 5, épisode 22 : Aunt Mildred Is Watching)
- 1984 : Riptide créée par Stephen J. Cannell et Frank Lupo : Les Carter (saison 2, épisode 5 : La Boîte à bip)
- 1984 : Les Enquêtes de Remington Steele (Remington Steele) créée par Michael Gleason et Robert Butler : M. Schwimmer (saison 3, épisode 7 : Portefeuille plein de surprise)
- 1985 : Agence tous risques (The A-Team) créée par Frank Lupo et Stephen J. Cannell : Phillip Chadway (saison 4, épisode 4 : Un quartier tranquille)
- 1986 : Les deux font la paire (Scarecrow and Mrs. King) créée par Brad Buckner et Eugenie Ross-Leming : Frank Duran (saison 3, épisode 15 : L'Ingénieur du pharaon)
- 1986 : Supercopter créée par Donald P. Bellisario : Victor Resnick (saison 3, épisode 18 : La Détermination de Hawke)
- 1986 : Stingray de Larry Shaw : Dr John Whitaker (saison 1, épisode 2 : Ether)
- 1986 : Dynastie 2 : Les Colby (The Colbys) créée par Esther Shapiro, Richard Shapiro, Eileen Pollock et Robert Pollock : Spiros Koralis (5 épisodes)
- 1986 : Rick Hunter (Hunter) créée par Frank Lupo : Alex Parker (saison 3, épisode 3 : Crime passionnel)
- 1987 : La Belle et la Bête (Beauty and the Beast) créée par Ron Koslow : Tom (saison 1, épisode 1 : Il était une fois... dans la ville de New York)
- 1988 : Côte Ouest (Knots Landing) créée par David Jacobs : le dealer (5 épisodes)
- 1988 : La Loi de Los Angeles (L.A. Law) créée par Steven Bochco et Terry Louise Fisher : Walter Platt (saison 2, épisodes 15 : La Gloire sans la sagesse et 16 : Le Premier Soupir)
- 1989 : Clair de lune (Moonlighting) créée par Glenn Gordon Caron : l'assassin (saison 5, épisode 12 : Petit Meurtre de nuit)
- 1989 : Star Trek : La Nouvelle Génération (Star Trek: The Next Generation) créée par Gene Roddenberry : Liko (saison 3, épisode 4 : Observateurs observés)
- 1989 : La loi est la loi (Jake and the Fatman) créée par Dean Hargrove et Joel Steiger : Harry McGuinn (saison 3, épisode 5 : Le Rat d'hôtel)
- 1990-1991 : Twin Peaks (Twin Peaks) créée par Mark Frost et David Lynch : Leland Palmer (18 épisodes)
- 1992 : Swamp Thing de Tom Blomquist et Chuck Bowman : Guthrie (saison 3, épisode 19 : Never Alone)
- 1993 : Les Secrets de Lake Success (The Secrets of Lake Success) de Peter Ellis, Jonathan Sanger (en) et Arthur Allan Seidelman : Henry Fleming (mini-série en 3 épisodes)
- 1993-1994 : Mystères à Santa Rita ou Cadillac blues (Second Chances puis Hotel Malibu) créée par Lynn Marie Latham et Bernard Lechowick : le juge Jim Stinson (6 épisodes)
- 1994 : Walker, Texas Ranger créée par Christopher Canaan, Leslie Greif, Paul Haggis et Albert S. Ruddy : Garrett Carlson (saison 2, épisode 23 : Le Bébé volé)
- 1994 : The Larry Sanders Show créée par Dennis Klein et Garry Shandling : Lloyd Simon (saison 3, épisode 2 : You're Having My Baby)
- 1995 : Dream On créée par David Crane et Marta Kauffman : Maddox March (saison 6, épisode 4 : La Course à l'auteur)
- 1995 : Courthouse : un membre du Congrès (saison 1, épisode 2 : One Flew Over the Courthouse)
- 1996-1997 : Savannah créée par Constance M. Burge : Edward Burton (34 épisodes)
- 1997-1998 : Sleepwalkers : McCaig (saison 1, épisodes 2 : Night Terrors et 7 : A Matter of Fax)
- 1998 : Star Trek: Voyager créée par Rick Berman, Michael Piller et Jeri Taylor : Arturis (saison 4, épisode 26 : Peur et Espoir)
- 1998 : Beverly Hills 90210 (Beverly Hills 90210) créée par Darren Star : Daniel Hunter (saison 9, épisodes 1 : Lendemains et 2 : Compressions budgétaires)
- 1998 : Ultime Recours (Vengeance Unlimited) créée par John McNamara : Jack Schiller (saison 1, épisode 1 : Paradis pour tous)
- 1998 : Sports Night : Evans (saison 1, épisode 5 : Mary Pat Shelby)
- 1999 : Diagnostic : Meurtre ou Mort suspecte (Diagnosis Murder) créée par Joyce Burditt : John Parkinson (saison 7, épisode 5 : Les Idylles)
- 2000 : Profiler créée par Cynthia Saunders : James Perrone (saison 4, épisode 9 : Fétichisme)
- 2000 : Popular créée par Gina Matthews et Ryan Murphy : Barton (saison 1, épisode 21 : Mystères à Kennedy High)
- 2000-2001 : Resurrection Blvd. : Jack Mornay (12 épisodes)
- 2001 : V.I.P. créée par J. F. Lawton (en) : le juge Kreiger (saison 3, épisode 10 : Une expo à haut risque)
- 2001 : Amy (Judging Amy) créée par Amy Brenneman : Atty Rhodes (saison 3, épisode 1 : Le Fils prédestiné)
- 2001 : Temps mort (Dead Last) : Robert Cahill (saison 1, épisode 11 : Complot de famille)
- 2002 : Charmed créée par Constance M. Burge : Ludlow (saison 4, épisode 12 : Ma sorcière mal aimée)
- 2002 : Spy Girls (She Spies) créée par Craig Van Sickle, Joe Livecchi, Steven Long Mitchell et Vince Manze : l'ambassadeur Blaine (saison 1, épisode 4 : Filles à papa)
- 2002 : Hôpital San Francisco (Presidio Med) créée par John Wells et Lydia Woodward : rôle inconnu (saison 1, épisode 6 : Signes)
- 2003 : Dawson (Dawson's Creek) créée par Kevin Williamson : Roger Stepavich (saison 6, épisode 12 : Zéros de conduite)
- 2004 : JAG créée par Donald P. Bellisario : Marvin Bolton, membre du congrès (saison 10, épisode 3 : Erreur judiciaire)
- 2005 : À la Maison-Blanche (The West Wing) créée par Aaron Sorkin : le gouverneur Tillman D-CA (saison 6, épisode 18 : La Palabra)
- 2006 : 24 heures chrono (24) créée par Joel Surnow et Robert Cochran : le vice-président Hal Gardner (6 épisodes)
- 2006 : Les Experts (CSI: Crime Scene Investigation) créée par Anthony E. Zuiker : Ernest Chase (saison 6, épisode 21 : De mémoire)
- 2006 : The Closer : L.A. enquêtes prioritaires (The Closer) créée par James Duff : Tom Blanchard (saison 2, épisodes 6 : Flou artistique et 10 : L'Autre Femme)
- 2006 : Bones créée par Hart Hanson d'après les romans de Kathy Reichs : Rick Turco (saison 2, épisode 1 : Le Choc des titans)
- 2007 : New York, unité spéciale (Law and Order: Special Victims Unit) créée par Dick Wolf : Roger Hanley (saison 8, épisode 13 : L'Expérience)
- 2007 : Shark créée par Ian Biederman : Lloyd Holcomb (saison 1, épisode 14 : La Fin d'une étoile)
- 2007 : Six Degrees créée par Raven Metzner et Stu Zicherman : Henry Crane (saison 1, épisode 9 : Camps adverses)
- 2007-2009 : Le Diable et moi (Reaper) créée par Tara Butters et Michele Fazekas : le Diable (31 épisodes)
- 2007 : Burn Notice créée par Matt Nix et Mikkel Bondesen : M. Pyne (saison 1, épisodes 1 et 2 : Hors circuit, première et deuxième partie)
- 2008 : Tim and Eric Awesome Show, Great Job! : Grill Vogel (saison 3, épisodes 5 : C.O.R.B.S. et 10 : Brownies)
- 2009 : Numb3rs créée par Nicolas Falacci et Cheryl Heuton : Mitch Langford (saison 5, épisode 15 : Jeux d'influence)
- 2009-2010 / 2014 : Psych : Enquêteur malgré lui (Psych) créée par Steve Franks (en) : le père Peter Westley (saison 4, épisode 4 : Petits Arrangements avec le Diable et saison 5, épisode 12 : C'est pas du gâteau !) / le juge Horace Leland (saison 8, épisode 3 : Sale temps à Santa Barbara)
- 2009-2010 : Drop Dead Diva créée par Josh Berman : Frank Dodd (saison 1, épisode 11 : Sang dessus-dessous)
- 2009 : Dollhouse créée par Joss Whedon : Howard Lipman (saison 2, épisode 6 : Ennemies intimes)
- 2010-2015 : Mad Men : Ed Baxter (5 épisodes)
- 2010 : Castle créée par Andrew W. Marlowe : Bobby Fox (saison 2, épisode 15 : Le Batteur battu)
- 2010 : Suitemates : Hans Ahnnansoahnn (saison 1, épisodes 1 : Two Peas in a Prison et 2 : Suites Are Sour)
- 2010 : Bailey et Stark (The Good Guys) : Buddy (saison 1, épisode 11 : Le Voleur informatique)
- 2011 / 2013-2014 : How I Met Your Mother : Robin Scherbatsky, Sr., le père de Robin (6 épisodes)
- 2011 : Hawaii 5-0 (Hawaii Five-0) : Morris Brown (saison 1, épisode 17 : Powa Maka Moana)
- 2011 : Mr. Sunshine : Macaulay (saison 1, épisode 3 : Et ta sœur ?)
- 2011 : Chuck : Riley (3 épisodes)
- 2011 : Wilfred : Colt St. Cloud (saison 1, épisode 13 : Identity)
- 2011 : 90210 Beverly Hills : Nouvelle Génération (90210) : Dean Thomas (saison 4, épisode 7 : Mascarades)
- 2011 : Easy to Assemble (en) : Hendrik (3 épisodes)
- 2012 : NCIS : Enquêtes spéciales (NCIS: Naval Criminal Investigative Service) : Wayne Tobett (saison 9, épisode 15 : Les Super-Héros de la vie réelle)
- 2012 : Holliston : Landford (saison 1, épisode 3 : Skunked)
- 2012 : Mentalist (The Mentalist) : Dennis Victor (saison 4, épisode 23 : L'Art du mensonge, première partie)
- 2012 : Rizzoli et Isles (Rizzoli and Isles) : le juge Eugene Allen (saison 3, épisode 7 : Harcèlement textuel)
- 2012 : Nuclear Family : l'Homme (épisode(s) inconnu(s))
- 2012 : Esprits criminels (Criminal Minds) : John Nelson (saison 8, épisode 4 : Le Complexe de dieu)
- 2013-2014 : Kroll Show : le producteur exécutif (saison 1, épisodes 4 : Too Much Tuna et 7 : Ice Dating) / le père de Wendy (saison 2, épisode 7 : Finger Magnets)
- 2013 : Body of Proof : Michael Davis (saison 3, épisode 4 : De père en fils)
- 2013-2015 : Newsreaders : Skip Remmings (19 épisodes)
- 2013 : Perception : Martin Sullivan (saison 2, épisode 4 : Toxic)
- 2013 : Twisted Tales : Mongo le Magnifique (saison 1, épisode 4)
- 2014 : Farmed and Dangerous : Buck Marshall (mini-série en 4 épisodes)
- 2014 : RIP : Fauchés et sans repos (Deadbeat) : le maire Meyer (saison 1, épisode 9)
- 2014 : Hit the Floor : le prêtre (saison 2, épisode 12)
- 2014-2016, 2024-2025 : Les Feux de l'amour (The Young and the Restless) : Ian Ward (91 épisodes)
- 2015-2016 : Agent Carter : Hugh Jones (4 épisodes)
- 2015-2020 : Bienvenue chez les Huang (Fresh Off the Boat) : Marvin (91 épisodes)
- 2016 : Hitting the Breaks : Theodore « Teddy » Montclair (2 épisodes)
- 2016 : Relationship Status : le père de Grace (saison 1, épisode 10)
- 2016 : Adam Ruins Everything : Netflix Executive (saison 1, épisode )
- 2016 : Broken : Gene (2 épisodes)
- 2016 : Comedy Bang! Bang! : le psychologue (saison 5, épisode 4) et Dr Frankenstein (saison 5, épisode 15)
- 2016 : Gilmore Girls : Une nouvelle année (Gilmore Girls: A Year in the Life) : Jack Smith (3 épisodes, saison 8)
- 2017 : Fargo : Paul Marrane, le passager dans l'avion (2 épisodes)
- 2017 : Idiotsitter : Ray Wise (saison 3, épisode 6)
- 2017 : Hood Adjacent with James Davis : lui-même (téléréalité - saison 1, épisode 8)
- 2017 : Twin Peaks: The Return : Leland Palmer (2 épisodes, saison 3)
- 2017 : Tim and Eric's Bedtime Stories : The Duke (saison 2, épisode 2)
- 2019 : Les Nouvelles Aventures de Sabrina (Chilling Adventures of Sabrina) : l'anti-pape Enoch (saison 2, épisode 5)
- 2021 : All Rise : Richard Walker (saison 2, épisode 10)
- 2021 : Launchpad : le directeur Gustafson (saison 1, épisode 2)
- 2021 : Physical : le père de Sheila (saison 1, épisode 8)
- 2021 : Home Economics (en) : Frank (saison 2, épisode 1)

Prochainement
- 2022 : In the Cards : Alderman[9] (en postproduction[9])

#### Séries d'animation
- 2013 : High School USA! : le père de Cassandra (saison 1, épisode 4) / Seymour Barren (voix originale - saison 1, épisodes 5 et 10)
- 2017-2018 : Neo Yokio : le vieil homme et l'annonceur (voix originale, 2 épisodes)
- 2019 : Hot Streets : Plunch Runch (voix originale - saison 2, épisode 2)
- 2021 : DC Batman: The Audio Adventures (série en Podcast) : divers annonceurs (voix originale - saison 1, épisode 1)

### Jeux vidéo
- 2000 : Command and Conquer : Alerte rouge 2 (Command and Conquer: Red Alert 2) de Joseph D. Kucan : le président Michael Dugan
- 2001 : Command and Conquer: Yuri's Revenge de Joseph D. Kucan : le président Michael Dugan

## Distinctions

### Récompenses
- Toronto Planet Indie Fest 2004 : Meilleur acteur dans un second rôle dans un film d'horreur pour Jeepers Creepers 2 : Le Chant du diable
- B-Movie Film Festival 2006 : Meilleur acteur dans un film de science-fiction pour Cyxork 7
- Daytime Emmy Awards 2015 : Meilleur interprète invité dans une série dramatique pour Les Feux de l'amour

### Nominations
- Saturn Awards 1993 : Meilleur acteur dans un second rôle dans un film dramatique pour Twin Peaks : Fire Walk with Me
- Fangoria Chainsaw Awards 2001 : Meilleur acteur dans un second rôle dans une comédie romantique pour Closing the Deal
- Screen Actors Guild Awards 2006 : Meilleure distribution dans un film dramatique pour Good Night and Good Luck (partagé avec Rose Abdoo, Alex Borstein, Robert John Burke, Patricia Clarkson, George Clooney, Jeff Daniels, Reed Diamond, Tate Donovan, Robert Downey Jr., Grant Heslov, Peter Jacobson, Frank Langella, Thomas McCarthy, Dianne Reeves, Matt Ross et David Strathairn)
- Television Critics Association Awards 2008 : Meilleur accomplissement personnel dans une comédie pour Le Diable et moi

## Voix françaises
En France, Hervé Jolly,,, Guy Chapellier,,,, Michel Paulin et Marc Bretonnière sont les voix françaises les plus régulières en alternance de Ray Wise. Jean Barney et Michel Le Royer, l'ont également doublé à quatre reprises chacun. Lors de la série Mr. Sunshine, Ray Wise n'a pas été doublé, ce dernier n'ayant aucun dialogue.